# Kruszynek (gromada)
Kruszynek – dawna gromada, czyli najmniejsza jednostka podziału terytorialnego Polskiej Rzeczypospolitej Ludowej w latach 1954–1972.
Gromady, z gromadzkimi radami narodowymi (GRN) jako organami władzy najniższego stopnia na wsi, funkcjonowały od reformy reorganizującej administrację wiejską przeprowadzonej jesienią 1954 do momentu ich zniesienia z dniem 1 stycznia 1973, tym samym wypierając organizację gminną w latach 1954–1972.
Gromadę Kruszynek z siedzibą GRN w Kruszynku utworzono – jako jedną z 8759 gromad na obszarze Polski – w powiecie włocławskim w woj. bydgoskim, na mocy uchwały nr 24/17 WRN w Bydgoszczy z dnia 5 października 1954. W skład jednostki weszły obszary dotychczasowych gromad Dobra Wola, Kruszyn, Kruszynek, Poddębice i Ludwinowo wraz z majątkiem Dembice (jeszcze w 1952 odrębna gromada) ze zniesionej gminy Śmiłowice w tymże powiecie. Dla gromady ustalono 23 członków gromadzkiej rady narodowej.
31 grudnia 1961 do gromady Kruszynek włączono wsie Dębice Kolonia, Markowo i Gróbce oraz miejscowości Markowo Kolonia, Sykuła, Koszanowo i Humlin ze zniesionej gromady Sokołowo w tymże powiecie.
1 stycznia 1969 do gromady Kruszynek włączono sołectwo Łagiewniki ze zniesionej gromady Nakonowo w tymże powiecie.
1 stycznia 1970 do gromady Kruszynek (retroaktywnie) włączono wieś Warząchewka Nowa o ogólnej powierzchni 139,11 ha z gromady Kowal w tymże powiecie.
1 stycznia 1972 do gromady Kruszynek włączono sołectwa Szatki, Skibice i Wichrowice ze zniesionej gromady Śmiłowice w tymże powiecie.
Gromada przetrwała do końca 1972 roku, czyli do kolejnej reformy gminnej.